# Louis Powis de Tenbossche
 (août 2024).
Louis Powis de Tenbossche, né à Bruxelles le 4 décembre 1826 et mort à Bruxelles le 12 septembre 1899, est un homme politique belge.

## Fonctions et mandats
- Membre de la Chambre des représentants de Belgique : 1888-1892

## Sources
- Jules VAN DEN HEUVEL, Vingt-cinq années de gouvernement, 1884-1909. Le parti catholique belge et son oeuvre, Brussel, Dewitt, 1910
- José ANNE DE MOLINA, 'Notices biographiques des présidents du Conseil héraldique', in: Christiane HOOGSTOEL-FABRI (red.), Le droit nobiliaire et le Conseil héraldique, Brussel, Larcier, 1994.
- Oscar COOMANS DE BRACHÈNE, État présent de la noblesse belge, Annuaire 1996, Brussel, 1996.
- Jean-Luc DE PAEPE en Christiane RAINDORF-GERARD, Le Parlement belge, 1831-1894. Données biographiques, Brussel, Académie royale de Belgique, 1996.